# Neklan

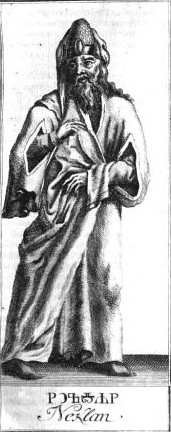
Neklan

Neklan foi um governante da Boémia. Fez parte do grupo de governantes considerados lendários. Foi antecedido no poder por Kresomysl e sucedido por Hostivit.